# Krajowa Izba Gospodarki Nieruchomościami
Krajowa Izba Gospodarki Nieruchomościami (KIGN) – największa polska organizacja samorządu gospodarczego zrzeszająca przedsiębiorców funkcjonujących na rynku nieruchomości, w szczególności związanych z zarządzaniem nieruchomościami i pośrednictwem w obrocie nieruchomościami. Izba działa na rzecz osób fizycznych i prawnych związanych z branżą nieruchomości, zrzesza ponad 290 firm członkowskich z terenu całego kraju oraz przeszło 4400 osób posiadających licencje zarządcy nieruchomości i pośrednika w obrocie nieruchomościami (wpisanych do centralnego rejestru KIGN). Izba powstała w 2014 r. Głównym założycielem Krajowej Izby Gospodarki Nieruchomościami był Instytut Gospodarki Nieruchomościami. Pierwszą, czteroletnią funkcję (2014–2018) Prezesa Zarządu KIGN sprawował Arkadiusz Borek (główny inicjator powstania izby), od 2018 r. sprawujący funkcję Wiceprezesa Zarządu izby. W 2022 Prezesem Zarządu został Marek Urban. Osoby do organów statutowych Krajowej Izby Gospodarki Nieruchomościami wybierane są co 4 lata.

## Licencje zarządcy nieruchomości KIGN i pośrednika w obrocie nieruchomościami KIGN
Krajowa Izba Gospodarki Nieruchomościami wydaje licencje zarządcy nieruchomości oraz licencje pośrednika w obrocie nieruchomościami. Izba prowadzi ogólnopolski Centralny Rejestr Zarządców Nieruchomości oraz Centralny Rejestr Pośredników w Obrocie Nieruchomościami jako rekomendację i potwierdzenie posiadanych kwalifikacji zawodowych dla osób wpisanych w rejestrze. W centralnych rejestrach izby wpisanych jest ponad 2900 zarządców nieruchomości oraz ponad 1500 pośredników w obrocie nieruchomościami (dane z dnia 17.11.2021). Od roku 2022 KIGN prowadzi Centralny Rejestr Managerów Najmu Nieruchomości. Izba prowadzi również Rejestr Zarządców Sądowych (przymusowych).
Izba organizuje szkolenia dla osób związanych z szeroko rozumianym rynkiem nieruchomości, efektywnością energetyczną i budownictwem. Prowadzi kursy praktyczne kształcące i przygotowujące do wykonywania zawodu zarządcy nieruchomości, pośrednika w obrocie nieruchomościami oraz managera najmu nieruchomościami. Ukończenie takich kursów z wynikiem pozytywnym uprawnia do uzyskania licencji zawodowej wydawanej przez KIGN. Współpraca izby z uczelniami wyższymi oraz partnerami gospodarczymi wzmacnia potencjał edukacyjny KIGN oraz stwarza nowe możliwości rozwoju zawodowego absolwentów tych uczelni. Izba każdego roku przygotowuje do zawodu wykwalifikowaną kadrę absolwentów liczącą około zarządców nieruchomości, pośredników w obrocie nieruchomościami i managerów najmu nieruchomości.

## Działalność Izby
Podstawowym zadaniem Krajowej Izby Gospodarki Nieruchomościami jest podejmowanie wszelkich możliwych działań na rzecz przedsiębiorców oraz osób fizycznych związanych z zarządzaniem nieruchomościami oraz pośrednictwem w obrocie nieruchomościami, w obszarach: organizacyjnym, szkoleniowym, technicznym, gospodarczym, ekonomicznym, ustrojowym i prawnym, w celu:
- tworzenia sprzyjających warunków dla rozwoju przedsiębiorczości;
- ułatwiania prowadzenia działalności gospodarczej;
- kształtowania państwa przyjaznego przedsiębiorcom;
- ochrony podstawowych praw i wolności przedsiębiorców[13].

Izba współpracuje z ministerstwami, urzędami, instytucjami państwowymi, władzami samorządowymi oraz wojewódzkimi, jak i również izbami budownictwa z terenu całego kraju. Regularnie uczestniczy w konsultacjach publicznych projektów ustaw i rozporządzeń dotyczących rynku nieruchomości.
Krajowa Izba Gospodarki Nieruchomościami organizuje Kongresy Rozwoju Mieszkalnictwa. Kongresy są okazją do zdobycia wiedzy i wymiany poglądów, jednocześnie służą możliwości zapoznania się z najnowocześniejszymi produktami i rozwiązaniami dla rynku nieruchomości oraz w obszarze efektywności energetycznej i budownictwa.
W roku 2024  po praz pierwszy zostały przeprowadzone badania pt. "Barometr Branży Nieruchomości - Zarządzanie Nieruchomościami" zainicjowane przez KIGN we współpracy z Uniwersytetem Ekonomicznym w Krakowie. Celem cyklicznie prowadzonych badań będzie ustalenie stopnia oraz kierunku rozwoju usług zarządzania nieruchomościami w Polsce. 

## REalność - Magazyn Świata Nieruchomości
Efektem podjętego przez KIGN wyzwania w kwietniu 2023 r. stał się pierwszy numer Magazynu REalność. Magazyn „REalność” to nie kolejny biuletyn ogłoszeniowy, ani tuba propagandowa, ani gazeta pełna promocyjnych i sloganowych treści. To pismo, w którym przedstawiane są bieżące informacje z życia KIGN, informuje o planowanych lub wdrażanych zmianach prawnych, prezentuje aktywność Delegatur KIGN i wszystko, co pozostaje w obszarze zainteresowań sektora nieruchomości. 
Chcemy, aby Magazyn pomógł wielu osobom dotrzeć do bieżących informacji w kręgu nieruchomości i znaleźć wyczerpujące odpowiedzi na nurtujące problemy. Wierzymy, że taka pozycja medialna skierowana ściśle dla społeczności branży nieruchomości jest niezwykle potrzebna. Pragniemy, aby Magazyn „Realność” stał się stałym punktem czytelniczym, a jego merytoryczna jakość inspirowała do pełnych sukcesów działań zawodowych.

## Konkurs Inwestycja Roku
Izba swoją działalnością promuje innowacyjność, postawy proinwestycyjne oraz proekologiczne. W tym celu co roku od 2015 organizuje ogólnopolski konkurs Inwestycja Roku. Zwycięzcy podczas gali finałowej otrzymują statuetki wraz z dyplomami. Inwestycje do konkursu zgłaszane są w następujących kategoriach:
- obiekty mieszkalne,
- obiekty biurowe i handlowe,
- obiekty przemysłowe,
- obiekty sportu, rekreacji i wypoczynku oraz tereny zielone,
- obiekty kultury, edukacji, obiekty użyteczności publicznej oraz obiekty sakralne,
- obiekty inżynieryjne,
- obiekty historyczne,
- obiekty adaptacyjne,
- innowacyjne inwestycje proekologiczne,
- mural roku,
- inwestycje prospołeczne[18].

Konkurs skierowany jest do szerokiego grona inwestorów (prywatnych, samorządowych, spółdzielczych, korporacyjnych), których inwestycje wyróżniają się na tle innych nowoczesnością zastosowanych rozwiązań. Pod uwagę brane są również założenia inwestycyjne kładące nacisk na przywrócenie walorów estetycznych danego obiektu, jak i mające na celu poprawę infrastruktury technicznej, funkcjonalności, energooszczędności, ekologii, udogodnień dla osób niepełnosprawnych. Analizowany jest też wpływ inwestycji na otaczające ją środowisko naturalne, ład urbanistyczny oraz oryginalność pomysłu i ekonomiczna zasadność inwestycji. Najwyższe laury: statuetkę oraz tytuł „Inwestycja Roku” zdobywają tylko ci inwestorzy, których budynki i dzieła spełniają powyższe wymogi. 
Prestiż i znaczenie konkursu rośnie nieprzerwanie od samego początku jego ogłoszenia. Do tej pory nagrodzone zostały 184 inwestycje i  150 uczestników. Przekładając to na inne dane, warto zwrócić uwagę na fakt, że doceniliśmy wyróżniające się w Polsce tereny i budynki, na które złożyło się 830 nowopowstałych, remontowanych i podlegających termomodernizacji budynków, a łączne kwoty inwestycji opiewały na ponad 1,5 miliarda złotych. 
O rosnącej randze konkursu świadczy też fakt, że nieustająco  przybywa nie tylko ogólnopolskich i regionalnych mediów chętnych, by dzielić się informacjami o wydarzeniu za pomocą swoich nośników przekazu, ale też patronat nad Inwestycją Roku obejmują liczne Urzędy Marszałkowskie, Urzędy Wojewódzkie, Urzędy Miast i Gmin oraz państwowe i samorządowe instytucje związane tematycznie z konkursem, jak i towarzyszącym mu wydarzeniom tematycznym. 
Między styczniem a majem co roku prowadzony jest nabór do konkursu Inwestycja Roku, który kończy się Galą Finałową, na której wręczane są nagrody.

## Odznaczenia Izby
Przyznawane przez izbę nagrody i odznaczenia:
Lider Zarządzania – przyznawany jest wyróżniającym się podmiotom, które ściśle współpracują lub przynależą do KIGN. Nagroda przyznawana jest za:
- wybitne działania w zakresie rozwoju rynku nieruchomości,
- implementowanie innowacyjnych rozwiązań na rynku nieruchomości,
- propagowanie działań energooszczędnych i proekologicznych,
- propagowanie zasad kompetentnych i wykwalifikowanych zarządców nieruchomości i pośredników w obrocie nieruchomościami,
- szczególny wkład w rozwój i propagowanie działalności Krajowej Izby Gospodarki Nieruchomościami.

Przyznawane są również medale „Zasłużony dla Gospodarki Nieruchomościami” koloru złotego, srebrnego i brązowego.

## Oddziały Izby
Na terenie kraju w poszczególnych województwach działają Delegatury Krajowej Izby Gospodarki Nieruchomościami:
- Delegatura Katowice[21],
- Delegatura Kraków[22],
- Delegatura Dolnośląska[23],
- Delegatura Mazowsze[24],
- Delegatura Gdańsk[25],
- Delegatura Łódź[26]